# 鄭淑敏
鄭淑敏（1946年4月7日—2023年7月26日）是臺灣媒體主管、政治人物，曾任《時報雜誌》發行人兼總編輯、《中國時報》副總編輯、中華電視台導播、中國電視公司董事長、行政院文化建設委員會主任委員，也是第一位國際艾美獎傑出經營獎女性得主。

## 生平
鄭淑敏就讀國立成功大學外文系，畢業後在比利時魯汶大學獲得傳播碩士學位。
1990年代，她與中華民國總統府辦公室主任蘇志誠擔任「兩岸密使」，促成辜汪會談。
2023年7月26日美西時間凌晨，鄭淑敏在美國華盛頓特區家中跌倒造成頭部創傷，急救後仍無生命跡象，享年77歲。

## 個人生活
鄭淑敏任職華視導播時，與時任台北美國新聞處處長柯約瑟結婚；兩人在婚姻第二年育有一女；柯約瑟同年被診斷罹患血癌，並於8或9年後去世。她與統計學家韋端的婚姻持續20年，於2006年6月離婚。

## 外部連結
- 鄭淑敏 （页面存档备份，存于） 台灣作家作品資料庫